# Giovanni Bertoli
Giovanni Bertoli (Venezia, 1º settembre 1906 – 20 gennaio 1970) è stato un politico italiano.

## Biografia
Ingegnere, impegnato in politica con il Partito Comunista Italiano. Viene eletto al Senato della Repubblica dalla III alla V legislatura, restando in carica dal 1958 fino al gennaio 1970, quando morì all'età di 63 anni. Venne sostituito in parlamento da Oreste Catalano.